# Henry Eriksson
Knut Henry Eriksson (23. ledna 1920 Krylbo – 8. ledna 2000 Gävle) byl švédský atlet, běžec na střední tratě, olympijský vítěz v běhu na 1500 metrů z roku 1948.
Během své sportovní kariéry soupeřil se svým krajanem Lennartem Strandem, který ve vzájemných soubojích převážně vítězil, s výjimkou olympijského finále běhu na 1500 metrů v roce 1948.
Na mistrovství Evropy v roce 1946 v Oslo získal Eriksson stříbrnou medaili v běhu na 1500 metrů, když se vítězem stal právě Strand.
Oba byli také favority finále běhu na 1500 metrů na olympiádě v Londýně v roce 1948. Závod se běžel v dešti na rozměklé škvárové dráze. 500 metrů před cílem se Strand s Erikssonem odpoutali od svých soupeřů. Strand se snažil v cílové rovince předběhnout Erikssona, ale nepodařilo se mu to. Eriksson tak zvítězil o 6 desetin sekundy. Krátce po olympiádě pak ukončil svoji sportovní kariéru.
V roce 1956 patřil mezi tři sportovce, kteří zapalovali olympijský oheň na jezdeckých závodech ve Stockholmu, které zde konaly v rámci olympijských her v Melbourne.